# Cham-öarna
Cham-öarna är en ögrupp i Quảng Nam-provinsen i centrala Vietnam. Den lyder under Tân Hiệps kommunadministration. Ögruppen består av åtta små öar, som utgör en del av Cu Lao Chams marina park, ett av de biosfärområde i Sydostasiatiska havet som ingår i Unescos världsomspännande nätverk inom programmet Man and Biosphere (MAB).
Öarna i ögruppen heter Hòn Lao (”Pärlan”), Hòn Dài (”Den långa ön”), Hòn Mồ (”Graven”), Hòn Khô mẹ, Hòn Khô con (”Den torra”), Hòn Lá (”Bladet”), Hòn Tai (”Örat”) och Hòn Ông (”Östanvinden”). Cham-öarna lyder under Tân Hiệps kommun i staden Hoi An, som tillhör Quảng Na-provinsen.

## Geografi
Cham-öarna tillhör Hai Van-komplexet från Äldre trias och består huvudsakligen av graniter.
Ögruppen består av en större huvudö med sjuomgivande mindre öar som totalt täcker ett område av 15 km2, 16 km från kusten och 19 km öster om Hội An. Huvudön har en yta av 13,17 km2 och är kuperad med högsta punkten mitt på ön, 517 m.ö.h. och ett mindre berg på västra sidan 326 m.ö.h. Större byar på ön är Bai Lang och Bai Huong. Ögruppen har tjänat som en försvarsmur framför den gamla staden Hội An.
Sjöfarare har gärna ankrat vid Bai Lang på ön Hon Lao, där också dricksvatten gått att få tag på. Det finns utmärkt redan på gamla kinesiska kartor från 700 e.Kr.
Befolkningen livnär sig huvudsakligen på fiske men även jordbruk, framför allt odlas ris, men även peppar och kanel. Som turistmål är Cham-öarna flitigt besökt under solsäsongen, främst i juni – augusti.

## Marinpark
Ögruppen ingår i Cu Lao Chams marina park, eller biosfärområde sedan 2009. Inom området finns dokumenterat 135 arter av koraller, fyra arter av tigerräka och 84 arter av blötdjur, varav flera finns på IUCNs rödlista.
Cham-öarna är kända för sina salanganer, som lokalbefolkningen tillreder svalbon av. Från dessa tillreds en svalbosoppa enligt månghundraåriga traditioner, som i det kinesiska köket är en exklusiv och mycket dyr delikatess. Den årliga skörden av svalbon uppgår till ungefär 1,4 ton och värderas till 4 000 USD per kilo.

## Bildgalleri

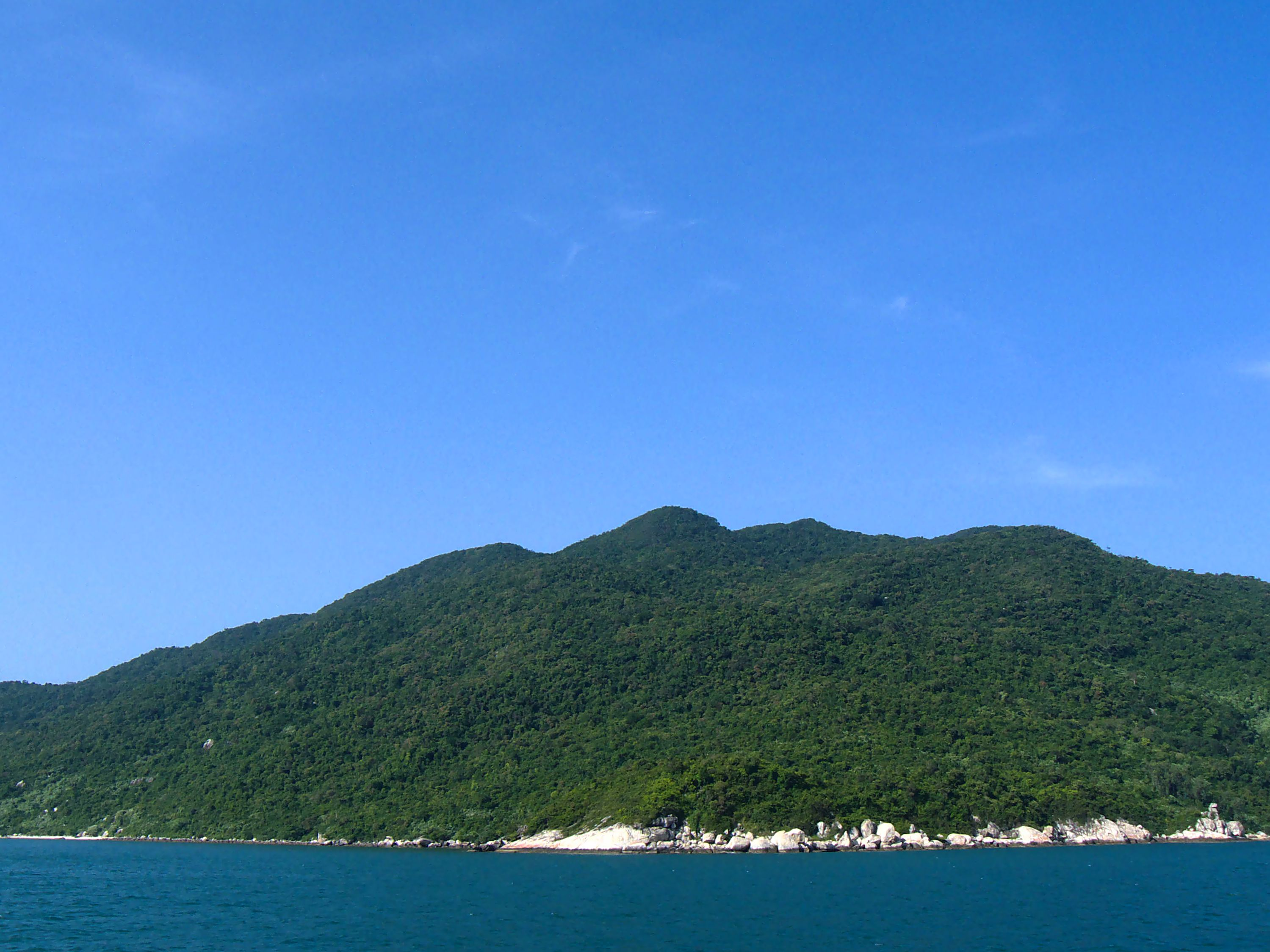
The Main Island – Cu Lao Cham Marine Park
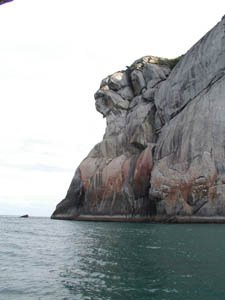
Rocky hill of the Main Island
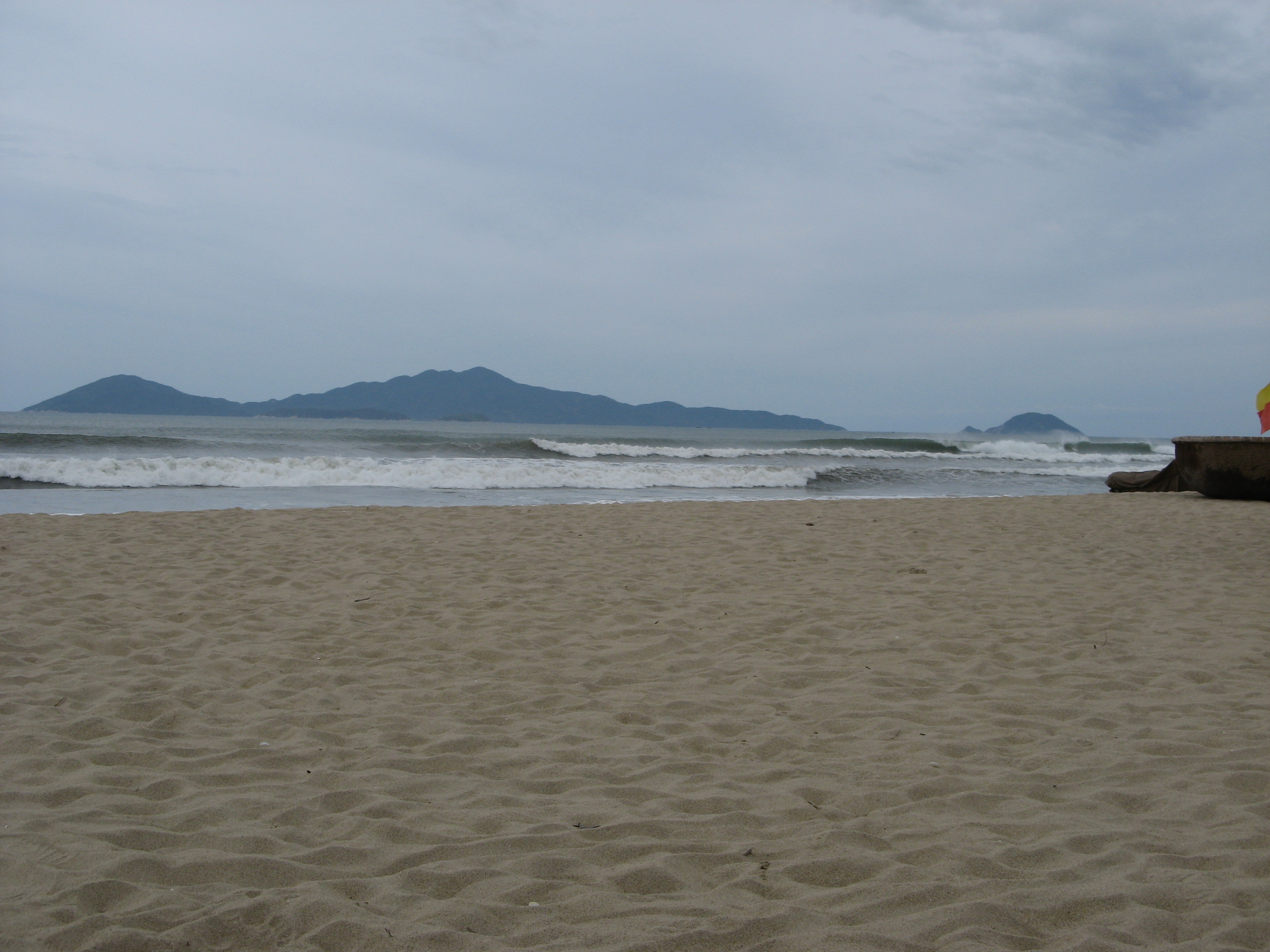
Beach on the main land
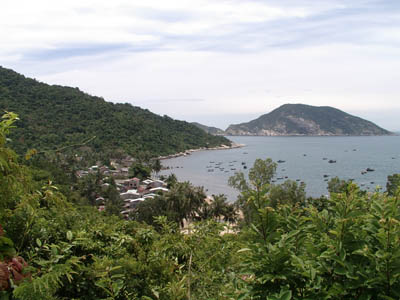
Village on the islands